# Più forte delle parole
Più forte delle parole (Louder Than Words) è un film del 2013 diretto da Anthony Fabians. Presentato in anteprima all'Hamptons Film Festival del 2013, è uscito nelle sale statunitensi nel luglio 2014. Rappresenta il debutto sulle scene di Madison Beer.